# Saudi Telecom Company
Saudi Telecom Company (en arabe : مجموعة الاتصالات السعودية) est une entreprise saoudienne de télécommunication. 

## Histoire
En janvier 2020, Vodafone annonce vendre sa participation de 55 % dans Vodafone Egypt à Saudi Telecom pour 2,4 milliards de dollars.